# ميشيل رودريغز
ميشيل رودريغز هي ممثلة أمريكية من مواليد 12 يوليو 1978، حاصلة على جائزة نقابة ممثلي الشاشة 2005 لأفضل مجموعة في مسلسل درامي عن دورها في مسلسل لوست.

## اهتماماتها الخاصة
في يوليو عام 2014 بدأت ميشيل في مواعدة الممثل العالمي زاك إيفرون أثناء زيارتهما في إيطاليا ، حيثُ ذهبَ إلى جزيرة سردينيا وقضوا عطلتهم في شواطئ البحر الأبيض المتوسط لكنهما سرعان ما إنفصلا بعد مرور شهرين على علاقتهما.

## قائمة الأعمال

### أفلام
| السنة | عنوان بالعربية            | عنوان أصلي                 | الدور                       | ملاحظات              |
| ----- | ------------------------- | -------------------------- | --------------------------- | -------------------- |
| 2000  |                           | Girlfight                  | Diana Guzman                |                      |
| 2001  | السرعة والغضب (فيلم 2001) | The Fast and the Furious   | ليتي أورتيز                 |                      |
| 2002  | ريزدنت إيفل (فيلم)        | Resident Evil              | رين أوكامبو                 |                      |
| 2002  |                           | Blue Crush                 | Eden                        |                      |
| 2003  | سوات (فيلم)               |                            | ضابط الصف الثالث كريستينا   |                      |
| 2004  |                           | Control                    | تيريزا                      |                      |
| 2005  |                           | BloodRayne                 | كاتارين                     |                      |
| 2006  |                           | The Breed                  | نيكي                        |                      |
| 2007  |                           | Battle in Seattle          | لو                          |                      |
| 2008  |                           | Gardens of the Night       | لوسي                        |                      |
| 2009  | السرعة والغضب (فيلم 2009) | ليتي أورتيز                |                             |                      |
| 2009  |                           | Los Bandoleros             | ليتي أورتيز                 | فيلم قصير            |
| 2009  | أفاتار (فيلم 2009)        | Avatar                     | قائدة المروحية Trudy Chacon |                      |
| 2010  | ماشيتي (فيلم)             | Machete                    | لاز/شي                      |                      |
| 2010  |                           | Trópico de Sangre          | Minerva Mirabal             |                      |
| 2011  | معركة لوس أنجلوس (فيلم)   | Battle: Los Angeles        | الرقيب إيلانا سانتوس        |                      |
| 2012  | ريزدنت إيفل: الجزاء       | Resident Evil: Retribution | رين أوكامبو                 |                      |
| 2013  |                           | InAPPropriate Comedy       | هارييت                      |                      |
| 2013  | سرعة وغضب 6               | Fast & Furious 6           | ليتي أورتيز                 |                      |
| 2013  | توربو (فيلم)              | Turbo                      | باز                         | صوت                  |
| 2013  | ماشيتي يقتل               | Machete Kills              | لاز/شي                      |                      |
| 2015  | الغضب 7                   | Furious 7                  | ليتي أورتيز                 |                      |
| 2016  | المهمة                    | The Assignment             | فرانك كيتشن/تومبوي          |                      |
| 2016  |                           | Milton's Secret            | السيدة فيرغسون              |                      |
| 2017  | السنافر: القرية المفقودة  | Smurfs: The Lost Village   | سنفور                       | صوت                  |
| 2017  | فاست أند فيوريس 8         | The Fate of the Furious    | ليتي أورتيز                 |                      |
| 2018  |                           | Alita: Battle Angel        | غيلدا                       | مرحلة ما بعد الإنتاج |
| 2018  | أرامل                     | Widows                     | ليندا                       | مرحلة ما بعد الإنتاج |
| 2018  | أليتا: ملاك المعركة       | Alita: Battle Angel        |                             | مرحلة ما بعد الإنتاج |
| 2023  | فاست إكس                  | FAST X                     | ليتي                        |                      |

### مسلسلات تلفزيونية
| السنة                | العنوان | الدور            | ملاحظات                                                                                  |
| -------------------- | ------- | ---------------- | ---------------------------------------------------------------------------------------- |
| 2005-2006، 2009-2010 | الضياع  | آنا لوسيا كورتيز | ضيف (الموسم الأول)، دور رئيسي (الموسم الثاني)، ضيف شرف (الموسم الخامس والسادس، 22 حلقة). |

## وصلات خارجية
- ميشيل رودريغز على موقع IMDb (الإنجليزية)
- ميشيل رودريغز على موقع ميتاكريتيك (الإنجليزية)
- ميشيل رودريغز على موقع روتن توميتوز (الإنجليزية)
- ميشيل رودريغز على موقع مونزينجر (الألمانية)
- ميشيل رودريغز على موقع قاعدة بيانات الأفلام العربية
- ميشيل رودريغز على موقع ألو سيني (الفرنسية)
- ميشيل رودريغز على موقع ميوزك برينز (الإنجليزية)
- ميشيل رودريغز على موقع تيرنر كلاسيك موفيز (الإنجليزية)
- ميشيل رودريغز على موقع أول موفي (الإنجليزية)
- ميشيل رودريغز على موقع بوكس أوفيس موجو (الإنجليزية)